# Mary Colter

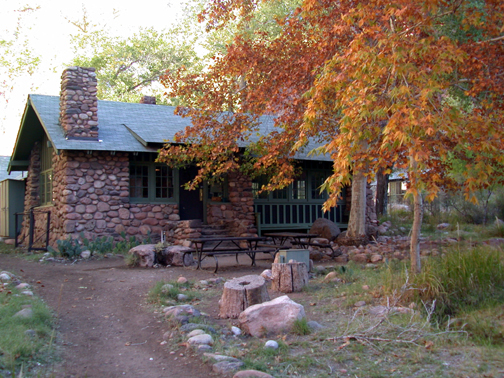
Il Phantom Ranch.

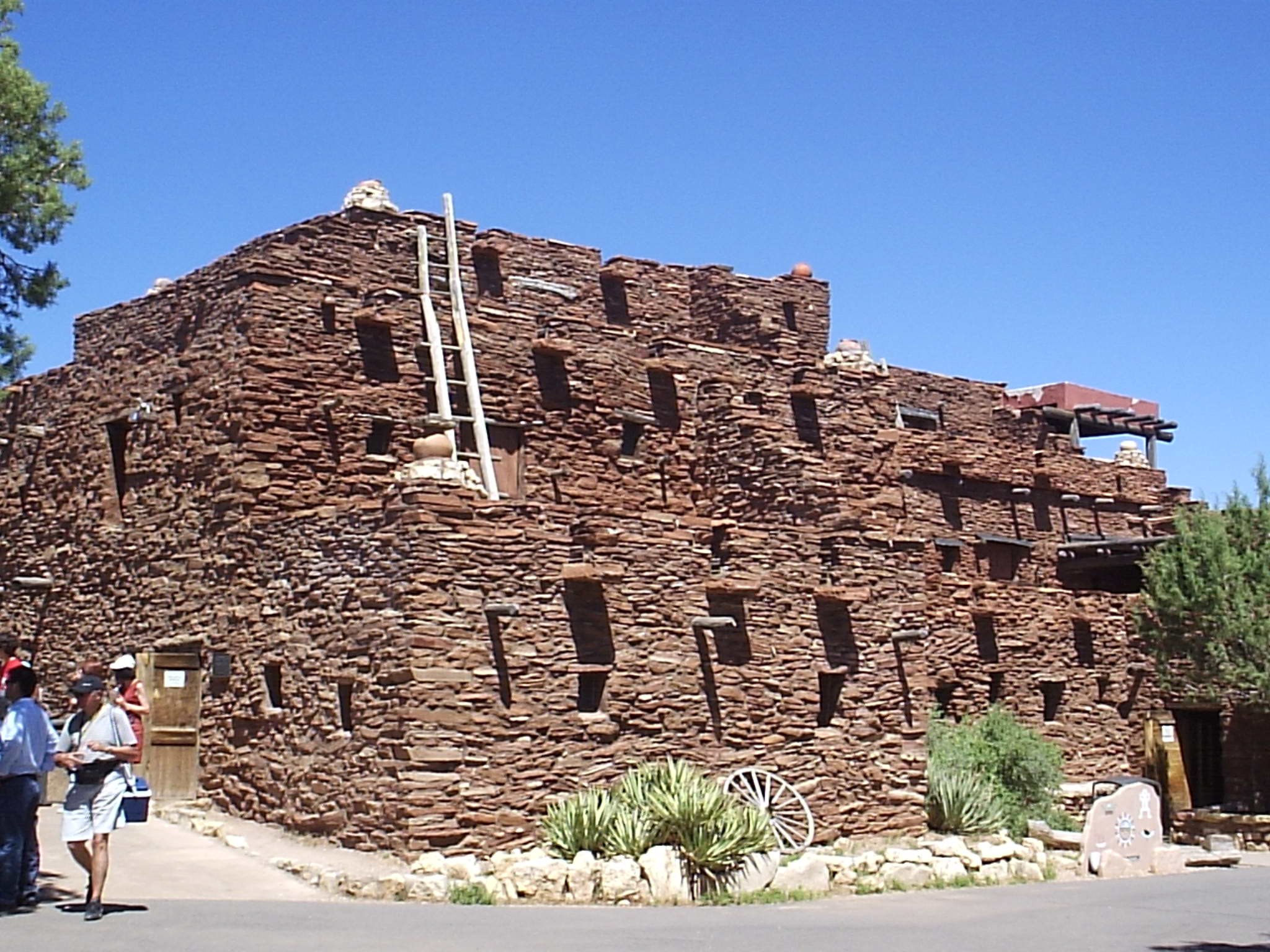
La Hopi House (1905).

Mary Elizabeth Jane Colter (Pittsburgh, 4 aprile 1869 – Santa Fe, 8 gennaio 1958) è stata un architetto e designer statunitense.

## Biografia
Fin da bambina, Colter viaggiò con la sua famiglia da una frontiera all'altra risiedendo tra il Minnesota, Colorado e Texas negli anni che seguirono la guerra civile americana. Quando il padre morì nel 1886, la Colter s'iscrisse alla California School of Design di San Francisco. Nel 1901, la Fred Harvey Company le offrì la commissione per decorare l'Alvarado Hotel ad Albuquerque. Colter continuò ad operare per la compagnia nel 1910, muovendo così i suoi primi passi come progettista d'interni e architetto.
Per i successivi decenni, lavorò nonostante i problemi connessi alla condizione femminile dell'epoca, completando 21 progetti su mandato di Fred Harvey. Realizzò numerosi tra landmark hotel e logge commerciali nel sudovest, i più famosi dei quali La Posada e il Phantom Ranch (1922), costruiti nei pressi del Grand Canyon, e cinque strutture nel sud del Grand Canyon: la Hopi House (1905), la Hermit's Rest (1914), l'osservatorio Lookout Studio (1914), il Desert View Watchtower (1932), largo 70 piedi con la sua struttura in ferro, e il Bright Angel Lodge (1935); inoltre decorò, senza aver progettato essa stessa, l'El Tovar Hotel. Le quattro architetture che vanno sotto l'indicazione di "Mary Jane Colter Buildings", sono un gruppo inserito nei beni storici del National Historic Landmark nel 1987. Il suo stile era un'elaborazione sapiente di diverse tradizioni e mode come il neopueblo, motivi coloniali, lo Streamline Moderno, l'American Craftsman e le Arts & Crafts, evocativamente sintetizzate assieme. I suoi lavori ispirarono il Pueblo Deco style.